# Geolycosa subvittata
Geolycosa subvittata là một loài nhện trong họ Lycosidae.
Loài này thuộc chi Geolycosa. Geolycosa subvittata được Mary Agard Pocock miêu tả năm 1900.